# العلاقات الآيسلندية الأيرلندية
العلاقات الآيسلندية الأيرلندية هي العلاقات الثنائية التي تجمع بين آيسلندا وجمهورية أيرلندا.

## مقارنة بين البلدين
هذه مقارنة عامة ومرجعية للدولتين:
| وجه المقارنة                                              | آيسلندا          | جمهورية أيرلندا                                       |
| --------------------------------------------------------- | ---------------- | ----------------------------------------------------- |
| المساحة (كم2)                                             | 103.00 ألف       | 70.27 ألف                                             |
| عدد السكان (نسمة)                                         | 317.35 ألف       | 4.76 مليون                                            |
| الكثافة السكانية (ن./كم²)                                 | 3.08             | 67.74                                                 |
| العاصمة                                                   | ريكيافيك         | دبلن                                                  |
| اللغة الرسمية                                             | اللغة الآيسلندية | اللغة الأيرلندية، لغة إنجليزية، الإنجليزية الأيرلندية |
| العملة                                                    | كرونة آيسلندية   | جنيه أيرلندي، يورو، عملات اليورو الأيرلندية           |
| الناتج المحلي الإجمالي (بليون دولار)                      | 23.91 مليار      | 333.73 مليار                                          |
| الناتج المحلي الإجمالي (تعادل القوة الشرائية) بليون دولار | 15.79 مليار      | 318.16 مليار                                          |
| الناتج المحلي الإجمالي الاسمي للفرد دولار أمريكي          | 50.17 ألف        | 61.13 ألف                                             |
| الناتج المحلي الإجمالي للفرد دولار أمريكي                 | 46.55 ألف        |                                                       |
| مؤشر التنمية البشرية                                      | 0.899            | 0.916                                                 |
| رمز المكالمات الدولي                                      | +354             | +353                                                  |
| رمز الإنترنت                                              | .is              | .ie                                                   |
| المنطقة الزمنية                                           | 00، أوروبا/لندن ‏ | 00، ت ع م+01:00، أوروبا/دبلن ‏                         |

## منظمات دولية مشتركة
يشترك البلدان في عضوية مجموعة من المنظمات الدولية، منها:
| علم المنظمة | اسم المنظمة                               | تاريخ انضمام آيسلندا | تاريخ انضمام جمهورية أيرلندا |
| ----------- | ----------------------------------------- | -------------------- | ---------------------------- |
|             | وكالة ضمان الاستثمار متعدد الأطراف        | 25 سبتمبر 1998       | 27 أكتوبر 1989               |
|             | منظمة التعاون الاقتصادي والتنمية          | ?                    | ?                            |
|             | الأمم المتحدة                             | 19 نوفمبر 1946       | 14 ديسمبر 1955               |
|             | الفريق المعني برصد الأرض                  | ?                    | ?                            |
|             | منظمة حظر الأسلحة الكيميائية              | ?                    | ?                            |
|             | منظمة التجارة العالمية                    | ?                    | ?                            |
|             | منظمة الشرطة الجنائية الدولية             | ?                    | ?                            |
|             | منظمة الأمن والتعاون في أوروبا            | 25 يونيو 1973        | 25 يونيو 1973                |
|             | مؤسسة التنمية الدولية                     | 19 مايو 1961         | 22 ديسمبر 1960               |
|             | نظام تحكم تكنولوجيا القذائف               | 1993                 | 1992                         |
|             | يونسكو                                    | 8 يونيو 1964         | 3 أكتوبر 1961                |
|             | مجلس أوروبا                               | ?                    | ?                            |
|             | الاتحاد البريدي العالمي                   | ?                    | ?                            |
|             | البنك الدولي للإنشاء والتعمير             | 27 ديسمبر 1945       | 8 أغسطس 1957                 |
|             | المنظمة الهيدروغرافية الدولية             | ?                    | ?                            |
|             | الاتحاد الدولي للاتصالات                  | 1 أكتوبر 1906        | 8 ديسمبر 1923                |
|             | مؤسسة التمويل الدولية                     | 20 يوليو 1956        | 11 سبتمبر 1958               |
|             | المركز الدولي لتسوية المنازعات الاستشارية | 14 أكتوبر 1966       | 7 مايو 1981                  |
|             | مجموعة أستراليا                           | 1993                 | 1985                         |
|             | مجموعة الموردين النوويين                  | ?                    | ?                            |

## وصلات خارجية
- موقع وزارة الخارجية الآيسلندية
- موقع وزارة الخارجية الأيرلندية